# Мітрил
Мі́трил, мі́триль (англ. mithril) — у легендаріумі Дж. Р. Р. Толкіна міцний ковкий метал, який плавили ґноми Морії. Мітрилова жила проходить під землею настільки глибоко, що є недосяжною всюди крім Морійських копалень, де її добували біля гори Карадрас. Гноми мали свою назву цього металу, однак нікому її не відкривали (взагалі свою мову вони тримали в глибокій таємниці від інших).
Ельфійська назва металу утворена від з синдаринських слів «міт», mith («сірий», «імлистий») + «рил(ь)», ril («сяйво», «блиск»).

## У Толкіна

### Властивості
Ерегіонські нолдори розробили на основі мітрилу сплав під назвою ітильдин (англ. ithildin, з синдарину — «зоряно-місячний»), використовуваний для вбрання воріт, порталів і гірських доріг. Він був видний тільки при місячному або зоряному світлі, звідки й дістав свою назву. З ітильдину, наприклад, були зроблені руни напису на воротах Морії, очевидно, цей же сплав використаний для «місячних рун» на мапі Еребору, згаданих у «Гобіті».

### Поширеність
У давнину цей метал коштував вдесятеро більше від золота, а наприкінці Третьої епохи не мав ціни, бо на поверхні виробів з нього залишилося дуже мало. З мітрилу було виготовлено один з трьох ельфійських перснів — Ненью, котрий належав володарці Лотлоріену Ґаладріель.
Розробляючи мітрил ґноми потривожили Глибинний Жах — одного з останніх балроґів Моргота, що вцілів від загибелі під час битви під Танґородрімом. Після вбивства балроґом короля Дуріна VI, а згодом і його сина Наїна I, гноми були змушені тікати з Морії. Потім Казад Дум захопили орки й, не знаючи справжню ціну металу, заплатили ним данину Сауронові.
У 2941 р. Третьої Епохи Торін II Дубощит подарував Більбо Торбину мітрилову кольчугу, яку він спочатку передав у музей Мічел Дельвінґа, однак згодом забрав її звідти й в Рівендолі віддав її своєму племіннику Фродо. Ця кольчуга неодноразово рятувала йому життя, але в фортеці на Кіріт-Унґолі була забрана у нього орками, які перенищили через неї один одного.
Згодом глашай Саурона, намісник Барад-Дура показав її Ґандальфові як доказ полону Фродо. Однак той, відкинувши всі умови Ворога, відібрав кольчугу у сауронового посланця.
У Четверту Епоху ґноми Еребора збудували нові ворота Мінас-Тіріта (замість старих які зруйнував Ватажок назґулів) з мітрилу, що стало можливим тільки після повернення їх до Морії.